# Esther Navarrete
Esther Navarrete (* 16. März 1990 in Vigo) ist eine spanische Leichtathletin, die sich auf den Langstreckenlauf spezialisiert hat.

## Sportliche Laufbahn
Erste internationale Erfahrungen sammelte Esther Navarrete bei den Crosslauf-Europameisterschaften 2010 in Albufeira, bei denen sie nach 21:50 min auf den 34. Platz im U23-Rennen gelangte. 2024 wurde sie bei den Europameisterschaften in Rom nach 1:11:08 h 13. im Halbmarathon und sicherte sich in der Teamwertung die Bronzemedaille hinter den Teams aus dem Vereinigten Königreich und Deutschland. Anschließend wurde sie bei den Olympischen Sommerspielen in Paris in 3:32:07 h 42. im Marathon. Bei den erstmals ausgetragenen Straßenlauf-Europameisterschaften 2025 in Löwen belegte sie nach 2:29:49 h den siebten Platz über die Marathondistanz und sicherte sich in der Teamwertung die Goldmedaille.
2024 wurde Navarrete spanische Meisterin im Marathon.

## Persönliche Bestzeiten
- 5000 Meter: 15:43,48 min, 5. Juli 2023 in Braga
- 10.000 Meter: 32:34,23 min, 25. März 2023 in Burjassot
- 10-km-Straßenlauf: 32:40 min, 19. März 2022 in Laredo
- Halbmarathon: 1:09:58 h, 22. Oktober 2023 in Valencia
- Marathon: 2:24:40 h, 18. Februar 2024 in Sevilla